# Evorthodus lyricus
Evorthodus lyricus é uma espécie de peixe da família Gobiidae e da ordem Perciformes.

## Morfologia
- Os machos podem atingir 15 cm de comprimento total.[4][5]

## Habitat
É um peixe de clima subtropical (20 °C-30 °C) e demersal.

## Distribuição geográfica
É encontrado no Oceano Atlântico ocidental: Belize, nas Ilhas Caiman, Costa Rica, Cuba, República Dominicana, Haití, Jamaica, Porto Rico, Suriname, Trinidad, nas Ilhas Turks e Caicos, nas Ilhas Virgens Americanas, Estados Unidos da América e Venezuela.

## Observações
É inofensivo para os humanos.